# 多諾萬莊園 (亞利桑那州)
多諾萬莊園（英語：Donovan Estates）是位於美國亞利桑那州尤馬縣的一個人口普查指定地區。根據2010年美國人口普查，該地人口為1508人，而該地的面積約為0.31平方千米。

## 地理
多諾萬莊園的座標為32°42′34″N 114°40′42″W / 32.70944°N 114.67833°W，而該地最高點為海拔高度33米（即108英尺）。